# Johan Christoffer Coffrie
Johan Christoffer Coffrie, född 1723, död 13 mars 1774 i Västerås, var en svensk domkyrkoorganist i Västerås församling.

## Biografi
Coffrie föddes 1723. Han gesäll hos stadskirurgen Schultshalter. Coffrie blev senare stadskirurg i Västerås. 1743 blev han även domkyrkoorganist i Västerås församling. Coffrie avled 13 mars 1774 i Västerås.
Han gifte sig före 1754 med Canna Catharina Björn och de fick tillsammans sonen Johan Petter (född 1754).